# Голубянка коридон

Голубянка коридон, или голубянка серебристая (лат. Polyommatus coridon) — дневная бабочка из семейства голубянок. Видовой эпитет coridon дан в честь условного имени аркадских пастухов из произведений древнеримских поэтов.

## Описание
Длина переднего крыла — 14—19 мм. Размах крыльев 30—35 мм. Крылья самцов голубовато-серебристые, с довольно широкой темной каймой, самок — тёмно-бурые. На нижней стороне задних крыльев мелкие не соприкасающиеся пятна треугольной формы, окрашенные в красный цвет. Бахромка крыльев с тёмными вставками.
Обитает на цветущих склонах меловых и известковых холмов. Бабочка часто питаются на цветках сложноцветных. Лёт бабочек в июне—августе.

## Распространение
Распространена на большей территории Европы (Австрия, Албания, Бельгия, Болгария, Великобритания, Венгрия, Германия, Греция, Испания, Италия, Литва, Люксембург, Нидерланды, Польша, Румыния, Сардиния, Словакия, Франция, Чехия, Швейцария, Эстония, Югославия), Кавказ, Крым, Турция (европейская часть), в том числе юг Европейской России, включая Калужскую, Московскую, Рязанскую и Тульскую области.

## Размножение
Самка откладывает яйца на кормовые растения, где они зимуют. Гусеница волосистая, синевато-зелёной окраски, с спинной и боковой полосками жёлтого цвета и рядами жёлтых точек. Голова гусеницы чёрная. Гусеницы развиваются очень медленно, иногда до четырёх месяцев. Некоторые живут в муравейнике и питаются личинками муравьёв. Кормовые растения — вязель (Coronilla), подковник (Hippocrepis), некоторые другие бобовые. Гусеницы встречаются с мая по июль. Куколка грязно-буро-жёлтого цвета.

## Подвиды
- Polyommatus coridon coridon (Poda, 1761); северная Испания, Пиренеи
- Polyommatus coridon caelestissima (Verity, 1921); восточная Испания
- Polyommatus coridon asturiensis (de Sagarra, 1924); северная Испания
- Polyommatus coridon gennargenti (Leigheb, 1987); Сардиния
- Polyommatus coridon nufrellensis (Schurian, 1977); Корсика

## Подобные виды в Европе
- Голубянка красивая — Polyommatus bellargus (Rottemburg, 1775)
- Голубянка эрос — Polyommatus eros (Ochsenheimer, 1808)